# 石栗龍彦
石栗 龍彦（いしくり　たつひこ、1958年4月15日 - ）は、日本中央競馬会 (JRA) ・美浦トレーニングセンターに所属している調教師。東京都出身。父親は元騎手で元調教師の石栗龍雄。

## 来歴
1981年5月から10月までの間、布施正厩舎で厩務員を務める。1981年11月から1984年4月までの間、同厩舎にて調教助手を務める。1984年5月から1999年2月までの間、父である石栗龍雄の厩舎で調教助手を務める。
1999年にJRA調教師免許試験に合格し、翌年の3月から美浦トレセンで厩舎を開業する。
2020年5月3日、自身初のGI出走馬となったウッドシップの仔であるツインシップで福島1Rを勝利し、JRA通算100勝を達成。
2023年、函館開催で通算4勝をあげ、函館リーディングトレーナーを獲得した。

## 調教師成績
|            | 日付           | 競馬場・開催  | 競走名     | 馬名               | 頭数 | 人気 | 着順 |
| ---------- | -------------- | ------------- | ---------- | ------------------ | ---- | ---- | ---- |
| 初出走     | 2000年3月5日   | 2回中山4日9R  | 常陸特別   | クリールスペシアル | 16頭 | 2    | 7着  |
| 初勝利     | 2000年5月20日  | 3回東京1日4R  | 4歳未勝利  | ウインキラリ       | 16頭 | 5    | 1着  |
| 重賞初出走 | 2010年11月13日 | 5回東京3日11R | 京王杯2歳S | テイエムオオタカ   | 15頭 | 13   | 3着  |
| 重賞初勝利 |                |               |            |                    |      |      |      |
| GI初出走   | 2011年4月10日  | 2回阪神6日11R | 桜花賞     | ウッドシップ       | 18頭 | 18   | 13着 |
| GI初勝利   |                |               |            |                    |      |      |      |